# Gleichenia glaucescens
Gleichenia glaucescens là một loài dương xỉ trong họ Gleicheniaceae. Loài này được Humb. & Bonpl. ex Willd. Kunth mô tả khoa học đầu tiên năm 1815.